# Xiscu Martínez

## Trayectoria
Formado en la cantera del Peña Ciudadela, Menorca y Atlético Baleares, fichó por el Club Esportiu Mercadal de la Tercera División de España, con el que realizó una temporada en la que fue uno de los mayores goleadores en su grupo. Por ello no pasa desapercibido, y el Real Zaragoza se fijó en él para su filial, el Deportivo Aragón, de la misma categoría. En el Aragón realizó incluso las dos pretemporadas desde su llegada con el primer equipo en Boltaña, tanto en verano de 2015 nada más ser fichado, como en verano de 2016.
Debutó en la Segunda División de España con el Real Zaragoza el 13 de noviembre de 2016, en el Estadio de La Romareda, durante el encuentro que enfrentaría a su equipo contra el Club Deportivo Mirandés, sustituyendo a Juan Muñoz en el minuto 90, portando el dorsal número 37 y disputando los últimos minutos del partido, que finalizaría con la victoria de 2 a 0 para los locales.

## Clubes
| Club               | País    | Año       |
| ------------------ | ------- | --------- |
| C. E. Mercadal     | España  | 2014-2015 |
| Deportivo Aragón   | España  | 2015-2017 |
| Real Murcia C. F.  | España  | 2017-2018 |
| C. F. Villanovense | España  | 2018-2019 |
| Atlético Malagueño | España  | 2019      |
| C. D. Calamonte    | España  | 2019-2020 |
| C. D. Don Benito   | España  | 2020-2021 |
| C. D. Miajadas     | España  | 2021      |
| F. C. Santa Coloma | Andorra | 2021-     |